# Естонска кухня
Естонската кухня традиционно включва ястия с месо и картофи, както и рибни ястия в крайбрежните региони около Балтийско море и езерата. Съвременната кухня е повлияна от други национални кухни, включително храни и ястия, както и заемки от традиционните кухни на съседните страни. Скандинавската, германската и руската кухня са упражнили своето влияние. Най-типичните храни за Естония са ръженият хляб, свинското, картофите и млечните продукти. Хранителните навици на естонците исторически са тясно свързани със сезоните.

## Студена кухня
Първото блюдо в традиционната естонска кухня включва студени ястия – избрани меса и наденици, сервирани с картофена салата или rosolje, типично естонско ядене, почти същото като шведската sillsallad, включваща червено цвекло, картофи и херинга. Популярните са и малките тестени изделия, наречени pirukad, подобни на пирожки, пълни с месо, зеле, моркови, ориз и друг пълнеж, и често биват сервирани с бульон. Херингата е сред често срещаните риби на естонската трапеза. Пушената или маринована змиорка, омарите и вносните раци и скаридите се смятат за деликатес. Едно от естонските национални ястия е räim, което се приготвя от балтийска херинга-джудже и хамсия. Популярни са и рибите камбала, костур и бяла риба.

## Супи
Супите могат да се консумират и преди основното ястие, но традиционно се смятат за част от основното блюдо и най-често са приготвени с червено месо или пилешко, и разнообразни зеленчуци. Супите често се приготвят и със заквасена сметана, прясно или кисело мляко. 
Специфична естонска супа е leivasupp, която представлява сладка супа, приготвена с черен хляб и ябълки и типично сервирана със заквасена или бита сметана, често подправена с канела и захар.

## Основни блюда
Черният ръжен хляб съпътства почти всяко ястие в Естония. Вместо пожеланието „добър апетит“, естонците обикновено казват jätku leiba („да ти остане хлябът“). Естонците и до днес ценят голямото разнообразие от ръжен хляб в кухнята си. Традиционно страната не можела да се похвали с изобилие и ако парче хляб паднело на пода, прието било да се вдигне, да се целуне в знак на уважение, и да бъде изядено.

## Десерти
Характерните естонски десерти включват кисел, десерт от извара и кама. Други естонски десерти са mannavaht (крем от грис и плодов сок), kohupiimakreem (крем от извара) и kompott. Пайовете с ревен също са характерни. Друг популярен десерт е kringel (вариант на претцел), сладък заквасен хляб, често подправен с кардамон.